# Platyscapa desertorum
Platyscapa desertorum är en stekelart som beskrevs av Robert Harold Compton 1990. Platyscapa desertorum ingår i släktet Platyscapa och familjen fikonsteklar. Inga underarter finns listade i Catalogue of Life.